# Murad Hofmann
Pour les articles homonymes, voir Hofmann.
Murad Wilfried Hofmann (né le 6 juillet 1931 à Aschaffenbourg et mort le 13 janvier 2020 à Bonn) est un diplomate, écrivain et avocat allemand,,,,,,.
Il a écrit plusieurs livres sur l'Islam, dont Un voyage à la Mecque et L'islam comme alternative. Nombre de ses livres et essais portaient sur la place de l'islam en Occident et, en particulier, après les attentats du 11 septembre, aux États-Unis.
Il a été l'un des signataires de A Common Word Between Us and You (une parole commune entre nous et vous), une lettre ouverte des érudits musulmans aux dirigeants chrétiens, appelant à la paix et à la l'intercompréhension.

## Biographie
Hofmann est né catholique, à Aschaffenbourg, mais s'est converti à l'islam en 1980. Il a étudié à l'université de Harvard. Sa conversion a suscité une certaine controverse en raison de son haut profil au sein du gouvernement allemand. Il s'est converti à l'islam en raison de ce qu'il a vu pendant la guerre d'Algérie, de son penchant pour l'art islamique et de ce qu'il considère comme des contradictions dans la doctrine chrétienne pauliste.
Hofmann a servi dans l'office des Affaires étrangères allemand de 1961 à 1994. Il a d'abord servi en Algérie en tant que spécialiste des questions relatives à la défense nucléaire. Il a ensuite été directeur de l'information de l'OTAN à Bruxelles de 1983 à 1987, ambassadeur en Algérie de 1987 à 1990 et ambassadeur au Maroc de 1990 à 1994.
Hofmann était membre honoraire et conseiller du Conseil central des musulmans d'Allemagne.

## Publications
- L'islam comme alternative
- Journal musulman allemand
- L'islam au troisième millénaire : la religion dans l'ascension
- Un voyage à La Mecque
- L'Islam est l'année deux mille
- La route de la Mecque